# 내해

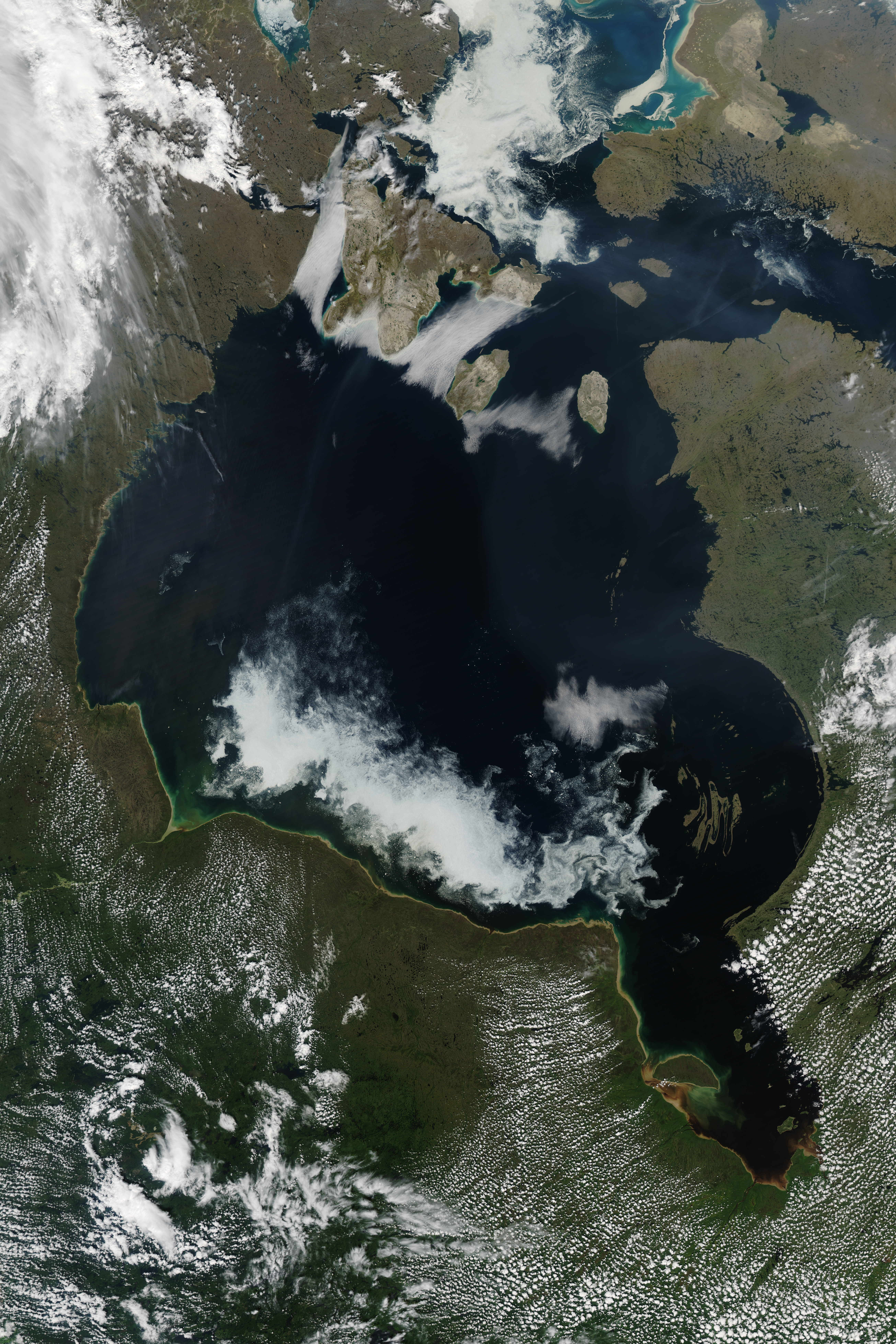

지질학에서 내해(inland sea)는 땅에 둘러싸여 있어서 대양과는 좁은 해협·강·후미 하나로만 연결된 수역을 말한다. 내해는 일반적으로 염도가 담수호보다는 높지만 해수보다는 낮다. 다른 바다와 마찬가지로 내해는 달과 태양의 궤도에 의해 지배되는 조수를 경험한다.
1917년 조지프 배럴은 내해(epeiric sea)를 대양과 제한적으로 연결돼 있으며 wave base보다 얕은 바다, 다시 말해 파도로 밑바닥이 헤집혀질 수 있는 깊이의 바다로 정의했다.
세토 내해는 ‘내해’로 불리지만 지질학적으로는 내해가 아니라 몇 개의 섬으로 둘러싸인 marginal sea에 해당한다.